# Aspilota curta
Aspilota curta är en stekelart som beskrevs av Marshall 1895. Aspilota curta ingår i släktet Aspilota och familjen bracksteklar. Inga underarter finns listade.